# Fluorohydrid argonu
Fluorohydrid argonu (též hydrofluorid argonu) je anorganická sloučenina se vzorcem HArF (také psaným jako ArHF). Jedná se o první popsanou sloučeninu argonu.

## Objev
Tuto sloučeninu objevili finští vědci, vedení Markku Räsänenem; její přípravu oznámili 24. srpna 2000 v časopise Nature.
Objev byl založen na dřívějším předpokladu, že argon může vytvářet velmi slabé vazby.

## Příprava
HArF byl připraven smícháním argonu a fluorovodíku v matrici z jodidu cesného za teploty 8 K (−265 °C) a vystavením této směsi ultrafialovému záření.
Následně bylo infračervenou spektroskopií potvrzeno, že směs obsahuje chemické vazby (i když velmi slabé), takže jde o fluorohydrid argonu, a ne o supermolekulu nebo směs argonu a fluorovodíku. Vazby v této sloučenině jsou stálé pouze za teplot do 27 K (−246 °C); nad touto hodnotou nastává rozklad na argon a fluorovodík.